# Taurhynchus fervidus
Taurhynchus fervidus is een vliegensoort uit de familie van de roofvliegen (Asilidae). De wetenschappelijke naam van de soort is voor het eerst geldig gepubliceerd in 1934 door Curran.